# Petronia
Petronia – żeński odpowiednik imienia Petroniusz
Petronia imieniny obchodzi: 31 maja i 4 października.